# 南八下村
南八下村（みなみやしもむら）は、大阪府南河内郡にあった村。現在の堺市東区、美原区のそれぞれ一部にあたる。

## 歴史
- 1875年（明治8年） 八上郡東大饗村と西大饗村が合併して大饗村となる。
- 1889年（明治22年）4月1日 八上郡大饗村、小寺村、菩提村、石原村、野尻村が合併して、八上郡南八下村が発足。大字菩提に村役場を設置。
- 1896年（明治29年）4月1日 南河内郡が成立。
- 1958年（昭和33年）7月1日 大饗・菩提・石原・小寺の各一部が美原町、野尻および大饗・菩提・石原・小寺の各残部が堺市へそれぞれ分割編入された。